# Troistorrents
Ne doit pas être confondu avec Treytorrens.
Troistorrents est une commune suisse du canton du Valais, située dans le district de Monthey. Elle occupe une partie du val d'Illiez et la plus grande partie du val de Morgins. Troistorrents, village chef-lieu, est situé à 765 m d'altitude. On peut s'y rendre par route ou en prenant le train de l'AOMC en gare de Monthey.

## Géographie

### Localisation
La commune de Troistorrents fait partie du district de Monthey, dans le canton du Valais. Situé dans le val d'Illiez, le village de Troistorrents se trouve à 5,5 kilomètres de Monthey, 53,7 kilomètres de Sion et 27,9 kilomètres de Montreux.
Le territoire de Troistorrents s'étend sur 36,98 km2. Lors du relevé de 2013-2018, les surfaces d'habitations et d'infrastructures représentaient 8,3 % de sa superficie, les surfaces agricoles 34,9 %, les surfaces boisées 52,5 % et les surfaces improductives 4,2 %.
La commune comprend les villages de Troistorrents et Morgins ainsi que les hameaux de Chemex, Chenarlier, Croix-du-Nant et Vers-Ensier.
| Châtel (FR) | Collombey-Muraz | Monthey  |
| Châtel (FR) | Troistorrents   | Monthey  |
| Monthey     | Val-d'Illiez    | Vérossaz |

### Climat
| Mois                              | jan. | fév. | mars | avril | mai  | juin | jui. | août | sep. | oct. | nov. | déc. |
| --------------------------------- | ---- | ---- | ---- | ----- | ---- | ---- | ---- | ---- | ---- | ---- | ---- | ---- |
| Température minimale moyenne (°C) | −5,5 | −4,4 | −1,6 | 1,7   | 5,5  | 8,7  | 10,6 | 10,1 | 8    | 3,9  | −0,3 | −3,9 |
| Température moyenne (°C)          | −2   | −0,6 | 2,9  | 6,5   | 10,7 | 14,2 | 16,3 | 15,6 | 13   | 8,1  | 3,1  | −0,8 |
| Température maximale moyenne (°C) | 1,6  | 3,2  | 7,5  | 11,4  | 15,9 | 19,7 | 22   | 21,1 | 18   | 12,4 | 6,5  | 2,4  |
| Précipitations (mm)               | 90   | 87   | 78   | 71    | 86   | 94   | 82   | 100  | 85   | 77   | 95   | 96   |

### Transports
- Sur la ligne ferroviaire AOMC : Aigle - Ollon - Monthey - Champéry
- Par la route : autoroute A9 (Brigue-Lausanne-Vallorbe)  18 (Saint-Triphon) et   19 (Bex)

## Toponymie
Troistorrents est connu sous plusieurs noms durant son histoire. Le premier nom connu est « Trestorren » ou « Tretorren » en 1263, suivi par « homines de Trestorrentibus » en 1283, « Trestorrent » en 1352, « 3torrens » en 1412 puis enfin « Troistorrens » en 1505. Le nom vient du latin « Trans Torrentium », qui signifie « au-delà du torrent ».
Une fausse réinterprétation datant de 1283 et 1286 a donné comme nom latin « Tribustorrentibus », signifiant « des trois torrents », ce qui a probablement amené à la croyance selon laquelle le nom « Troistorrents » aurait comme origine la présence de trois torrents sur le territoire communal,.

## Population et société

### Surnoms
Les habitants de la commune sont surnommés les Chorgues ou Sorgues, soit les pauvres gens, ceux qui cultivent le sorgo ou le blé noir en patois valaisan, et lou Canteu, soit les chanteurs.

### Démographie

#### Évolution de la population
Troistorrents compte 4 838 habitants au 31 décembre 2022 pour une densité de population de 131 hab/km2. Sur la période 2010-2019, sa population a augmenté de 12,2 % (canton : 10,5 % ; Suisse : 9,4 %).  

#### Pyramide des âges
En 2020, le taux de personnes de moins de 30 ans s'élève à 31,8 %, similaire à la valeur cantonale (31,7 %). Le taux de personnes de plus de 60 ans est quant à lui de 25,4 %, alors qu'il est de 26,6 % au niveau cantonal.
La même année, la commune compte 2 420 hommes pour 2 386 femmes, soit un taux de 50,4 % d'hommes, supérieur à celui du canton (49,6 %).
| Hommes | Classe d’âge | Femmes |
| ------ | ------------ | ------ |
| 0,3    | 90 ans ou +  | 0,8    |
| 6,6    | 75 à 89 ans  | 7,2    |
| 17,9   | 60 à 74 ans  | 17,9   |
| 24,0   | 45 à 59 ans  | 22,3   |
| 19,3   | 30 à 44 ans  | 20,2   |
| 16,4   | 15 à 29 ans  | 15,6   |
| 15,5   | - de 14 ans  | 16,0   |

| Hommes | Classe d’âge | Femmes |
| ------ | ------------ | ------ |
| 0,5    | 90 ans ou +  | 1,2    |
| 7,5    | 75 à 89 ans  | 9,4    |
| 16,8   | 60 à 74 ans  | 17,7   |
| 22,2   | 45 à 59 ans  | 21,7   |
| 20,3   | 30 à 44 ans  | 19,4   |
| 17,7   | 15 à 29 ans  | 16,6   |
| 14,9   | - de 14 ans  | 14,1   |

## Tourisme
Troistorrents présente plusieurs sites touristiques intéressants. Les fours à pains de Collaire (1610) et de Propéraz (1663), le site des Vieux Moulins de la Tine, l'église Sainte-Marie-Madeleine, construite en 1702, le chemin pédestre du Pont du Diable qui relie le village de Troistorrents à Chenarlier, hameau de la rive droite de la Vièze, et la Chapelle de Chemex dédiée aux Rois Mages (classée bien culturel valaisan).
Le village de Morgins (1350 m), station de sports d'hiver, fait partie du domaine international de ski des Portes du Soleil.

## Héraldique
| Blason | Blasonnement : « D'azur à trois sapins de sinople fûtés au naturel, plantés sur trois monts du même entre lesquels coulent deux ruisseaux en pal d'argent se jetant dans un troisième de fasce du même, le mont du milieu chargé d'une femme assise, vêtue de gueules et tenant sur ses genoux son enfant habillé d'argent et semant des grains d'or. » |

Les armoiries de Troistorrents sont attestées pour la première fois en 1742 et sont officialisées en décembre 1940. Les trois cours d'eau représentent le torrent de Fayot et la Vièze de Morgins qui se jettent dans la Vièze. Les trois monts symbolisent trois sommets qui surplombent Troistorrents : la pointe de Bellevue, Savolaire, et la pointe de l'Au. Les trois sapins sont communs aux armoiries de Champéry et Val-d'Illiez. La femme et l'enfant évoquent soit la légende de l'invasion des Sarrasins, qui auraient été aveuglés par des cendres jetées par les femmes et enfants du village, soit la légende selon laquelle le village aurait été dépeuplé par la peste puis repeuplé par un seul enfant ayant survécu. Le costume rouge de la femme est un habit traditionnel local de la fin du XVIIIe siècle.
Les armoiries de la commune sont approuvées par le canton du Valais.

## Personnalités liées à la commune
- Steve Morabito, cycliste, est originaire de Troistorrents.
- Didier Défago, originaire de Troistorrents, champion olympique de descente à Vancouver en 2010.
- Marianne Maret, habitante de Troistorrents, conseillère aux États.
- Steve Rouiller, footballeur professionnel au Servette FC.
- Philippe Nantermod, originaire de Troistorrents, conseiller national.